# Jessica Edgar
Jessica Edgar (Ennerdale and Kinniside, 15 maart 2005) is een Brits autocoureur. Zij is de nicht van Jonny Edgar, die eveneens autocoureur is.

## Carrière

### Karting
Edgar begon haar autosportcarrière in het karting in 2010. In 2013 stapte zij over naar de Cadet-categorie. In 2017 werd zij kampioen van de Cumbria Kart Racing Club in Rowrah. In 2018 won zij diverse kartraces in de Mini X30-categorie. In 2019 werd zij binnen deze categorie tweede in de Motorsport UK Kartmasters Grand Prix en vierde in het Brits kartkampioenschap. Zij miste het seizoen 2020 vanwege de coronapandemie, maar keerde in 2021 terug in de kartsport en eindigde dat jaar als dertiende in de X30 Junior-categorie van het Brits kampioenschap.

### GB4
In 2022 maakte Edgar de overstap naar het formuleracing, waarin zij voor het team Fortec Motorsport uitkwam in het nieuwe GB4 Championship. Zij behaalde een podiumplaats op het Oulton Park Circuit en wist in de meeste andere races in de top 10 te finishen. Met 269 punten werd zij zevende in de eindstand.

### F1 Academy
In 2023 stapte Edgar over naar de F1 Academy, een nieuwe klasse voor vrouwen die door de Formule 1 wordt georganiseerd, waarin zij voor Rodin Carlin reed. Zij behaalde drie podiumplaatsen op de Red Bull Ring, het Autodromo Nazionale Monza en het Circuit of the Americas, voordat zij de seizoensfinale, eveneens op het Circuit of the Americas, wist te winnen. Met 114 punten werd zij achtste in het eindklassement.
In 2024 bleef Edgar actief in de F1 Academy bij hetzelfde team, dat dit jaar werd hernoemd tot Rodin Motorsport. Een vierde plaats op het Jeddah Corniche Circuit was haar beste resultaat, waardoor zij met 28 punten dertiende in het kampioenschap werd. Tevens reed zij in een raceweekend van het Brits Formule 4-kampioenschap voor Chris Dittmann Racing op het Circuit Zandvoort, waarin een veertiende plaats haar beste race-uitslag was.